# Libro de los juegos

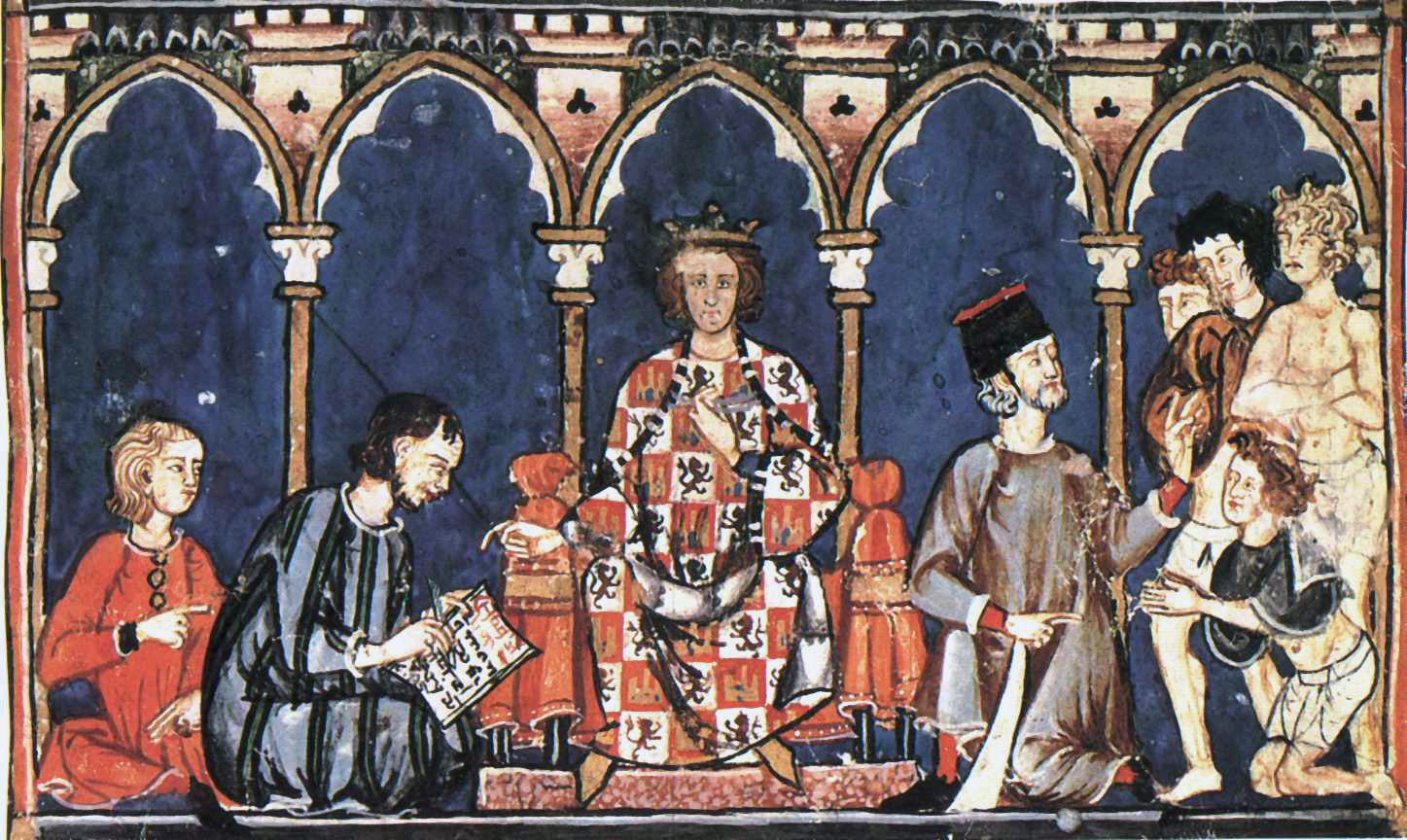
Alphonse X le Sage et sa cour.

Le Libro de los juegos, « Livre des jeux », sous-titré El Libro de ajedrez, dados e tablas, « le Livre des échecs, dés et tables », a été écrit au XIIIe siècle à la demande d'Alphonse X, roi de Castille et León entre 1252 et 1284. Les jeux qui y sont présentés sont les échecs, les dés et les tables. Le livre contient la description la plus ancienne connue de certains de ces jeux.
Il s'agit de l'un des documents les plus importants de recherche historique sur les jeux de société. Le manuscrit original se trouve en Espagne, à la bibliothèque du monastère de l'Escurial. Il se compose de 98 pages comportant 150 enluminures. Il est relié en pleine basane et mesure 42 cm de haut sur 28 cm de large.

## Contexte
Alphonse X a probablement été influencé par la présence du monde arabe en Espagne à cette époque. À la différence de beaucoup de textes contemporains sur le sujet, le Libro de los juegos n'aborde pas les jeux d'un point de vue moralisateur mais plutôt dans un contexte astrologique. Le contenu du livre est basé sur le raisonnement et le hasard.
Le livre est divisé en trois parties :
- la première sur les échecs, faisant appel uniquement au raisonnement ;
- la deuxième sur les jeux de dés, faisant appel uniquement au hasard ;
- la troisième sur les jeux de tables, faisant appel à la fois au raisonnement et au hasard.

## Les échecs

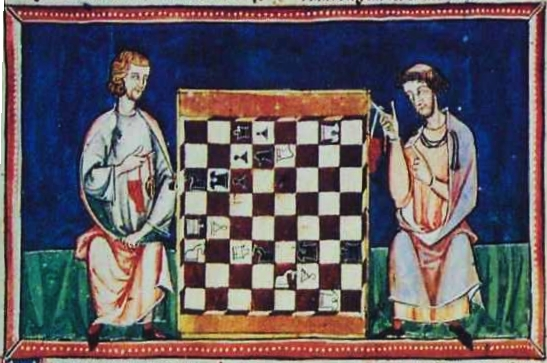
Problème d'échecs no 35

Le Libro de los juegos contient une importante collection d'écrits sur les échecs dont plus d'une centaine de problèmes et des variantes.

### Différences avec lejeu d'échecs classique
L'appellation des pièces et leur position sur l'échiquier :
- le roi occupe la même place que le roi des échecs classiques ;
- le porte drapeau (alfferez ou alfferza[1]) occupe la place de la dame (ou reine) ;
- les éléphants (alffiles[2]) celles des fous ;
- les chevaliers celles des cavaliers ;
- les rocs celles des tours ;
- les pions celles des pions du jeu d'échecs classique.

Le déplacement des pièces et des pions :
- le roi, le chevalier, le roc et le pion se déplacent comme le roi, le cavalier, la tour et le pion ;
- le porte drapeau se déplace en diagonale d'une seule case en avant ou en arrière — c'est la plus faible pièce du jeu ;
- l'éléphant se déplace en diagonale de deux cases en avant ou en arrière et sans tenir compte si la case intermédiaire est occupée ou non.

Privilèges :
- le pion peut pour son premier déplacement avancer de deux cases au lieu d'une, de la même manière qu’aux échecs classiques ;
- le porte drapeau peut pour son premier déplacement se déplacer de deux cases en ligne droite ou en diagonale mais la case d'arrivée doit être vide (prise interdite).

Promotion du pion :

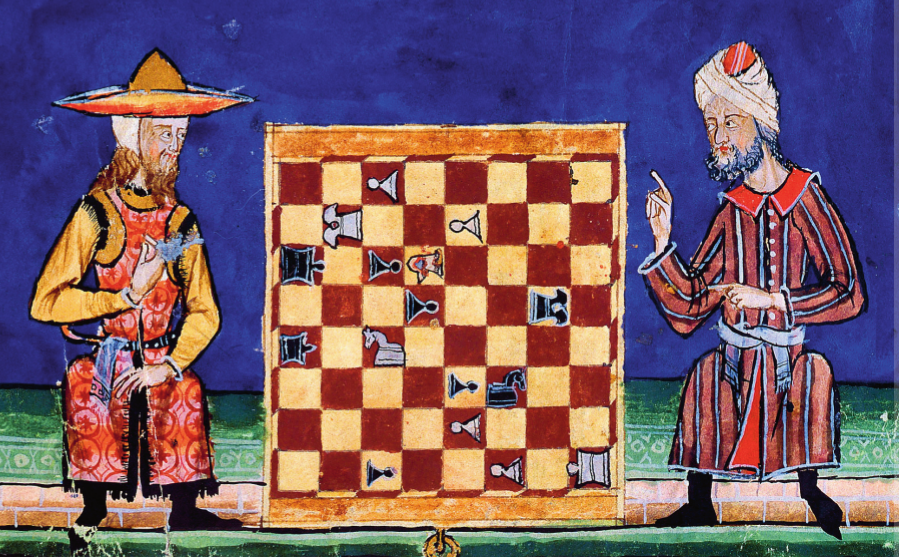
Un Juif et un musulman jouant ensemble

- le pion est promu porte drapeau lorsqu'il atteint la dernière rangée de l'échiquier ;
- pour le premier coup suivant la promotion, le nouveau porte drapeau bénéficie du même privilège que le porte drapeau initial.

Captures :
- les captures se font comme au jeu d'échecs classique ;
- le pion prend en diagonale.

Le roque :
- le roque n'existe pas, il n'est pas possible de roquer en déplaçant simultanément le roi et le roc.

### Variantes
Plusieurs variantes des échecs sont décrites parmi lesquelles on peut retenir :
- Juego de donzellas, le « jeu des damoiselles », qui se joue comme les échecs décrits précédemment mais avec obligation de capturer si c'est possible. Cette manière de jouer fait immanquablement penser aux dames où la prise est obligatoire.
- Ajedrex de los quatro tiempos, les « échecs des quatre saisons », qui se joue à quatre joueurs et est supposé représenter un combat entre les quatre éléments (air, feu, terre, eau), ou les quatre humeurs (sang, colère, mélancolie, flegme), associés aux quatre saisons (printemps, été, automne, hiver). Les pièces de ce jeu sont colorées en vert, rouge, noir, et blanc.
- Alphonse X décrit aussi une variante qu'il nomme échecs astronomiques qui se joue sur un tablier composé de sept couronnes concentriques, partagées radialement en douze secteurs associés chacun à une constellation du zodiaque.

## Les jeux de tables

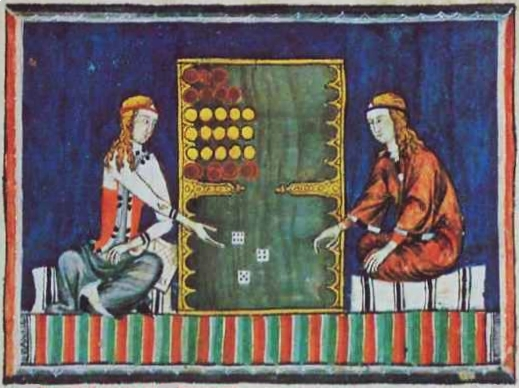
« Seis, dos, y as » (Six, deux et as)

Le livre contient les règles de quatorze jeux de tables pratiqués dans un tablier standard de 24 cases. Une d'entre elles concerne le jeu nommé todas tablas, le « toutes tables », qui se trouve présenter une position de départ  identique à celle adoptée par celui connu aujourd'hui sous le nom de backgammon à la différence près que toutes les dames de la même couleur se trouvent du côté d'un joueur. Un jeu appelé « toutes tables » est cité par Rabelais dans Gargantua, mais les règles n'y sont pas précisées. En 1699 ont été publiées celle du jeu du « toute table » qui n'est autre que le backgammon.
Le jeu appelé seis, dos y as, « six, deux et as », tire son nom de la position de départ des dames rouges, huit étant placées sur la sixième case (six), quatre sur la deuxième (deux), et trois sur la première (as).

### Études
- Mathieu Grandet et Jean-François Goret (dir.), Échecs et trictrac. Fabrication et usages des jeux de table au Moyen Âge, Errance, 2012.  (ISBN 978-2-87772-503-3)